# Tour des Flandres 2003
La 87e édition du Tour des Flandres a eu lieu le 6 avril 2003 et a été remportée par le Belge Peter Van Petegem.
La course disputée sur un parcours de 254 kilomètres est l'une des manches de la Coupe du monde de cyclisme sur route 2003.

## Présentation

### Équipes
Le Tour des Flandres figure au calendrier de la Coupe du monde de cyclisme sur route 2003.
On retrouve un total de 25 équipes au départ, 22 faisant partie des GSI, la première division mondiale, et les trois dernières des GSII, la seconde division mondiale.
| Groupes sportifs I (22)- CSC - Saeco - Fassa Bortolo - Fdjeux.com - Rabobank - Quick Step-Davitamon - Lampre - Alessio - Vini Caldirola-Saunier Duval - Domina Vacanze-Elitron - Phonak Hearing Systems - Lotto-Domo - Landbouwkrediet-Colnago - Palmans-Collstrop - Cofidis-Le Crédit par Téléphone - Crédit agricole - Telekom - Gerolsteiner - Team Coast - US Postal Service-Berry Floor - iBanesto.com - ONCE-Eroski Groupes sportifs II (3)- Bankgiroloterij - Vlaanderen-T-Interim - Marlux-Wincor Nixdorf |
| |

## Classements

### Classement de la course
| \| Classement général \| Classement général \| Classement général \| Classement général \| Classement général \| \| Coureur \| Coureur \| Pays \| Équipe \| Temps \| \| ------------------ \| ------------------- \| ------------------ \| ------------------------------- \| ------------------ \| \| 1er \| Peter Van Petegem \| Belgique \| Lotto-Domo \| 6 h 18 min 48 s \| \| 2e \| Frank Vandenbroucke \| Belgique \| Quick Step-Davitamon \| + 2 s \| \| 3e \| Stuart O'Grady \| Australie \| Crédit Agricole \| + 19 s \| \| 4e \| Fabio Baldato \| Italie \| Alessio \| + 19 s \| \| 5e \| Nico Mattan \| Belgique \| Cofidis-Le Crédit par Téléphone \| + 19 s \| \| 6e \| Frédéric Guesdon \| France \| Fdjeux.com \| + 19 s \| \| 7e \| Sergueï Ivanov \| Russie \| Fassa Bortolo \| + 19 s \| \| 8e \| Viatcheslav Ekimov \| Russie \| US Postal Service-Berry Floor \| + 19 s \| \| 9e \| Michael Boogerd \| Pays-Bas \| Rabobank \| + 19 s \| \| 10e \| Dave Bruylandts \| Belgique \| Marlux-Wincor Nixdorf \| + 19 s \| \| 11e \| Mirko Celestino \| Italie \| Saeco \| + 19 s \| \| 12e \| Fabio Sacchi \| Italie \| Saeco \| + 2 min 19 s \| \| 13e \| Salvatore Commesso \| Italie \| Saeco \| + 2 min 19 s \| \| 14e \| Bernhard Eisel \| Autriche \| Fdjeux.com \| + 2 min 19 s \| \| 15e \| Dario Pieri \| Italie \| Saeco \| + 2 min 19 s \| \| 16e \| Michele Bartoli \| Italie \| Fassa Bortolo \| + 2 min 19 s \| \| 17e \| Marco Serpellini \| Italie \| Lampre \| + 2 min 19 s \| \| 18e \| Romāns Vainšteins \| Lettonie \| Vini Caldirola-Saunier Duval \| + 2 min 31 s \| \| 19e \| Raivis Belohvoščiks \| Lettonie \| Marlux-Wincor Nixdorf \| + 3 min 03 s \| \| 20e \| Stefano Zanini \| Italie \| Saeco \| + 3 min 10 s \| |                     |           |                                 |                 |
| |                     |           |                                 |                 |
| |                     |           |                                 |                 |
| Classement général |                     |           |                                 |                 |
| Coureur | Coureur             | Pays      | Équipe                          | Temps           |
| 1er | Peter Van Petegem   | Belgique  | Lotto-Domo                      | 6 h 18 min 48 s |
| 2e | Frank Vandenbroucke | Belgique  | Quick Step-Davitamon            | + 2 s           |
| 3e | Stuart O'Grady      | Australie | Crédit Agricole                 | + 19 s          |
| 4e | Fabio Baldato       | Italie    | Alessio                         | + 19 s          |
| 5e | Nico Mattan         | Belgique  | Cofidis-Le Crédit par Téléphone | + 19 s          |
| 6e | Frédéric Guesdon    | France    | Fdjeux.com                      | + 19 s          |
| 7e | Sergueï Ivanov      | Russie    | Fassa Bortolo                   | + 19 s          |
| 8e | Viatcheslav Ekimov  | Russie    | US Postal Service-Berry Floor   | + 19 s          |
| 9e | Michael Boogerd     | Pays-Bas  | Rabobank                        | + 19 s          |
| 10e | Dave Bruylandts     | Belgique  | Marlux-Wincor Nixdorf           | + 19 s          |
| 11e | Mirko Celestino     | Italie    | Saeco                           | + 19 s          |
| 12e | Fabio Sacchi        | Italie    | Saeco                           | + 2 min 19 s    |
| 13e | Salvatore Commesso  | Italie    | Saeco                           | + 2 min 19 s    |
| 14e | Bernhard Eisel      | Autriche  | Fdjeux.com                      | + 2 min 19 s    |
| 15e | Dario Pieri         | Italie    | Saeco                           | + 2 min 19 s    |
| 16e | Michele Bartoli     | Italie    | Fassa Bortolo                   | + 2 min 19 s    |
| 17e | Marco Serpellini    | Italie    | Lampre                          | + 2 min 19 s    |
| 18e | Romāns Vainšteins   | Lettonie  | Vini Caldirola-Saunier Duval    | + 2 min 31 s    |
| 19e | Raivis Belohvoščiks | Lettonie  | Marlux-Wincor Nixdorf           | + 3 min 03 s    |
| 20e | Stefano Zanini      | Italie    | Saeco                           | + 3 min 10 s    |

### Classement UCI
La course attribue des points à la Coupe du monde de cyclisme sur route 2003 selon le barème suivant :
| Position           | 1er | 2e | 3e | 4e | 5e | 6e | 7e | 8e | 9e | 10e | 11e | 12e | 13e | 14e | 15e | 16e | 17e | 18e | 19e | 20e | 21e | 22e | 23e | 24e | 25e |
| Classement général | 100 | 70 | 50 | 40 | 36 | 32 | 28 | 24 | 20 | 16  | 15  | 14  | 13  | 12  | 11  | 10  | 9   | 8   | 7   | 6   | 5   | 4   | 3   | 2   | 1   |

Après cette deuxième épreuve le classement est le suivant :
| # | Coureur              | Équipe                 | Points | Précédent | Evolution |
| - | -------------------- | ---------------------- | ------ | --------- | --------- |
| 1 | Peter Van Petegem    | Lotto-Domo             | 100    | Entrée    | Entrée    |
| 1 | Paolo Bettini        | Quick Step-Davitamon   | 100    | 1         | -1        |
| 3 | Mirko Celestino      | Saeco                  | 85     | 2         | -1        |
| 4 | Franck Vandenbroucke | Quick Step-Davitamon   | 70     | Entrée    | Entrée    |
| 5 | Stuart O'Grady       | Crédit agricole        | 55     | 21        | +16       |
| 6 | Luca Paolini         | Quick Step-Davitamon   | 50     | 3         | -3        |
| 7 | Sergueï Ivanov       | Fassa Bortolo          | 48     | 9         | +2        |
| 8 | Dario Pieri          | Saeco                  | 47     | 5         | -3        |
| 9 | Fabio Baldato        | Alessio                | 40     | Entrée    | Entrée    |
| 9 | Mario Cipollini      | Domina Vacanze-Elitron | 40     | 4         | -6        |

| #  | Équipe                       | Points | Précédent | Evolution     |
| -- | ---------------------------- | ------ | --------- | ------------- |
| 1  | Saeco                        | 24     | 1         | en stagnation |
| 2  | Fassa Bortolo                | 18     | 2         | en stagnation |
| 3  | Fdjeux.com                   | 13     | 3         | en stagnation |
| 4  | Alessio                      | 12     | 7         | +3            |
| 5  | Quick Step-Davitamon         | 12     | 5         | en stagnation |
| 6  | Rabobank                     | 10     | 4         | -2            |
| 7  | Marlux-Wincor Nixdorf        | 7      | Entrée    | Entrée        |
| 7  | Vini Caldirola-Saunier Duval | 7      | 8         | en stagnation |
| 9  | Lampre                       | 6      | 6         | -3            |
| 10 | Cofidis                      | 2      | Entrée    | Entrée        |

## Liste des participants
| CSC | CSC                        | CSC |
| --- | -------------------------- | --- |
| Num | Coureur                    | Pos |
| 1   | Andrea Tafi (ITA)          | 47e |
| 2   | Geert Van Bondt (BEL)      | AB  |
| 3   | Julian Dean (NZL)          | AB  |
| 4   | Tristan Hoffman (NED)      | 71e |
| 5   | Paul Van Hyfte (BEL)       | 85e |
| 6   | Nicolas Jalabert (FRA)     | 64e |
| 7   | Thomas Bruun Eriksen (DEN) | AB  |
| 8   | Arvis Piziks (LAT)         | AB  |

| Saeco SAE | Saeco SAE                | Saeco SAE |
| --------- | ------------------------ | --------- |
| Num       | Coureur                  | Pos       |
| 11        | Giosuè Bonomi (ITA)      | AB        |
| 12        | Mirko Celestino (ITA)    | 11e       |
| 13        | Salvatore Commesso (ITA) | 13e       |
| 14        | Paolo Fornaciari (ITA)   | 60e       |
| 15        | Jörg Ludewig (GER)       | AB        |
| 16        | Dario Pieri (ITA)        | 15e       |
| 17        | Fabio Sacchi (ITA)       | 12e       |
| 18        | Stefano Zanini (ITA)     | 20e       |

| Fassa Bortolo FAS | Fassa Bortolo FAS       | Fassa Bortolo FAS |
| ----------------- | ----------------------- | ----------------- |
| Num               | Coureur                 | Pos               |
| 21                | Michele Bartoli (ITA)   | 16e               |
| 22                | Sergueï Ivanov (RUS)    | 7e                |
| 23                | Fabian Cancellara (SUI) | 73e               |
| 24                | Marco Zanotti (ITA)     | 79e               |
| 25                | Roberto Petito (ITA)    | 56e               |
| 26                | Filippo Pozzato (ITA)   | AB                |
| 27                | Matteo Tosatto (ITA)    | 55e               |
| 28                | Guido Trenti (ITA)      | 21e               |

| Fdjeux.com FDJ | Fdjeux.com FDJ          | Fdjeux.com FDJ |
| -------------- | ----------------------- | -------------- |
| Num            | Coureur                 | Pos            |
| 31             | Baden Cooke (AUS)       | 62e            |
| 32             | David Derepas (FRA)     | AB             |
| 33             | Jacky Durand (FRA)      | AB             |
| 34             | Bernhard Eisel (AUT)    | 14e            |
| 35             | Philippe Gilbert (BEL)  | AB             |
| 36             | Frédéric Guesdon (FRA)  | 6e             |
| 37             | Christophe Mengin (FRA) | 46e            |
| 38             | Bradley Wiggins (GBR)   | 50e            |

| Rabobank RAB | Rabobank RAB          | Rabobank RAB |
| ------------ | --------------------- | ------------ |
| Num          | Coureur               | Pos          |
| 41           | Michael Boogerd (NED) | 9e           |
| 42           | Jan Boven (NED)       | 75e          |
| 43           | Steven de Jongh (NED) | 42e          |
| 44           | Óscar Freire (ESP)    | 30e          |
| 45           | Robert Hunter (RSA)   | AB           |
| 46           | Mathew Hayman (AUS)   | 82e          |
| 47           | Karsten Kroon (NED)   | 51e          |
| 48           | Marc Wauters (BEL)    | 66e          |

| Quick Step-Davitamon QSD | Quick Step-Davitamon QSD  | Quick Step-Davitamon QSD |
| ------------------------ | ------------------------- | ------------------------ |
| Num                      | Coureur                   | Pos                      |
| 51                       | Paolo Bettini (ITA)       | AB                       |
| 52                       | Tom Boonen (BEL)          | 25e                      |
| 53                       | Wilfried Cretskens (BEL)  | 84e                      |
| 54                       | Davide Bramati (ITA)      | AB                       |
| 55                       | Luca Paolini (ITA)        | 39e                      |
| 56                       | Servais Knaven (NED)      | 86e                      |
| 57                       | Johan Museeuw (BEL)       | 38e                      |
| 58                       | Frank Vandenbroucke (BEL) | 2e                       |

| Lampre LAM | Lampre LAM                  | Lampre LAM |
| ---------- | --------------------------- | ---------- |
| Num        | Coureur                     | Pos        |
| 61         | Rubens Bertogliati (SUI)    | AB         |
| 62         | Alessandro Cortinovis (ITA) | 88e        |
| 63         | Gabriele Missaglia (ITA)    | 58e        |
| 64         | Manuel Quinziato (ITA)      | AB         |
| 65         | Marco Serpellini (ITA)      | 17e        |
| 66         | Maximilian Sciandri (GBR)   | 35e        |
| 67         | Zbigniew Spruch (POL)       | 37e        |
| 68         | Luciano Pagliarini (BRA)    | AB         |

| Alessio ALS | Alessio ALS              | Alessio ALS |
| ----------- | ------------------------ | ----------- |
| Num         | Coureur                  | Pos         |
| 71          | Fabio Baldato (ITA)      | 4e          |
| 72          | Andrea Brognara (ITA)    | AB          |
| 73          | Stefano Casagranda (ITA) | 92e         |
| 74          | Davide Casarotto (ITA)   | AB          |
| 75          | Enrico Cassani (ITA)     | 23e         |
| 76          | Andrea Ferrigato (ITA)   | 33e         |
| 77          | Ruggero Marzoli (ITA)    | AB          |
| 78          | Alberto Vinale (ITA)     | AB          |

| Vini Caldirola-Saunier Duval ___ | Vini Caldirola-Saunier Duval ___ | Vini Caldirola-Saunier Duval ___ |
| -------------------------------- | -------------------------------- | -------------------------------- |
| Num                              | Coureur                          | Pos                              |
| 81                               | Massimo Apollonio (ITA)          | 40e                              |
| 82                               | Gabriele Balducci (ITA)          | 24e                              |
| 83                               | Gianluca Bortolami (ITA)         | AB                               |
| 84                               | Mauro Gerosa (ITA)               | 26e                              |
| 85                               | Marco Milesi (ITA)               | 54e                              |
| 86                               | Fred Rodriguez (USA)             | AB                               |
| 87                               | Gianluca Sironi (ITA)            | 93e                              |
| 88                               | Romāns Vainšteins (LAT)          | 18e                              |

| Domina Vacanze-Elitron DVE | Domina Vacanze-Elitron DVE | Domina Vacanze-Elitron DVE |
| -------------------------- | -------------------------- | -------------------------- |
| Num                        | Coureur                    | Pos                        |
| 91                         | Mario Cipollini (ITA)      | AB                         |
| 92                         | Daniele Bennati (ITA)      | AB                         |
| 93                         | Gabriele Colombo (ITA)     | AB                         |
| 94                         | Filip Meirhaeghe (BEL)     | 41e                        |
| 95                         | Giovanni Lombardi (ITA)    | 70e                        |
| 96                         | Alberto Ongarato (ITA)     | 74e                        |
| 97                         | Mario Scirea (ITA)         | 67e                        |
| 98                         | Gianpaolo Mondini (ITA)    | AB                         |

| Phonak Hearing Systems PHO | Phonak Hearing Systems PHO | Phonak Hearing Systems PHO |
| -------------------------- | -------------------------- | -------------------------- |
| Num                        | Coureur                    | Pos                        |
| 101                        | Michael Albasini (SUI)     | AB                         |
| 102                        | Roger Beuchat (SUI)        | AB                         |
| 103                        | Oscar Camenzind (SUI)      | AB                         |
| 104                        | Martin Elmiger (SUI)       | 52e                        |
| 105                        | Bert Grabsch (GER)         | 65e                        |
| 106                        | Stefan Kupfernagel (GER)   | 81e                        |
| 107                        | Grégory Rast (SUI)         | AB                         |
| 108                        | Aliaksandr Usau (BLR)      | AB                         |

| Lotto-Domo ___ | Lotto-Domo ___          | Lotto-Domo ___ |
| -------------- | ----------------------- | -------------- |
| Num            | Coureur                 | Pos            |
| 111            | Peter Van Petegem (BEL) | 1er            |
| 112            | Aart Vierhouten (NED)   | AB             |
| 113            | Kevin Van Impe (BEL)    | AB             |
| 114            | Leif Hoste (BEL)        | AB             |
| 115            | Léon van Bon (NED)      | AB             |
| 116            | Glenn D'Hollander (BEL) | AB             |
| 117            | Serge Baguet (BEL)      | 36e            |
| 118            | Wim Vansevenant (BEL)   | 78e            |

| Landbouwkrediet-Colnago LAN | Landbouwkrediet-Colnago LAN | Landbouwkrediet-Colnago LAN |
| --------------------------- | --------------------------- | --------------------------- |
| Num                         | Coureur                     | Pos                         |
| 121                         | Ludo Dierckxsens (BEL)      | AB                          |
| 122                         | Johan Verstrepen (BEL)      | AB                          |
| 123                         | Lorenzo Bernucci (ITA)      | AB                          |
| 124                         | Tony Bracke (BEL)           | AB                          |
| 125                         | Ludovic Capelle (BEL)       | 59e                         |
| 126                         | Bert De Waele (BEL)         | AB                          |
| 127                         | Kurt Van Landeghem (BEL)    | AB                          |
| 128                         | Yuriy Metlushenko (UKR)     | AB                          |

| Palmans-Collstrop ___ | Palmans-Collstrop ___   | Palmans-Collstrop ___ |
| --------------------- | ----------------------- | --------------------- |
| Num                   | Coureur                 | Pos                   |
| 131                   | Andy De Smet (BEL)      | 89e                   |
| 132                   | Fabien De Waele (BEL)   | 22e                   |
| 133                   | Roger Hammond (GBR)     | 48e                   |
| 134                   | Bert Roesems (BEL)      | 83e                   |
| 135                   | Kristof Trouvé (BEL)    | AB                    |
| 136                   | Erwin Thijs (BEL)       | AB                    |
| 137                   | Hendrik Van Dijck (BEL) | AB                    |
| 138                   | Michel Vanhaecke (BEL)  | AB                    |

| Cofidis-Le Crédit par Téléphone COF | Cofidis-Le Crédit par Téléphone COF | Cofidis-Le Crédit par Téléphone COF |
| ----------------------------------- | ----------------------------------- | ----------------------------------- |
| Num                                 | Coureur                             | Pos                                 |
| 141                                 | Peter Farazijn (BEL)                | AB                                  |
| 142                                 | Tom Flammang (LUX)                  | AB                                  |
| 143                                 | Philippe Gaumont (FRA)              | 49e                                 |
| 144                                 | Robert Hayles (GBR)                 | AB                                  |
| 145                                 | Nico Mattan (BEL)                   | 5e                                  |
| 146                                 | Chris Peers (BEL)                   | 28e                                 |
| 147                                 | Jo Planckaert (BEL)                 | 63e                                 |
| 148                                 | Robert Sassone (FRA)                | 77e                                 |

| Crédit Agricole C.A | Crédit Agricole C.A      | Crédit Agricole C.A |
| ------------------- | ------------------------ | ------------------- |
| Num                 | Coureur                  | Pos                 |
| 151                 | Stéphane Augé (FRA)      | AB                  |
| 152                 | Yohann Charpenteau (FRA) | AB                  |
| 153                 | Mads Kaggestad (NOR)     | AB                  |
| 154                 | Thor Hushovd (NOR)       | AB                  |
| 155                 | Christopher Jenner (NZL) | 90e                 |
| 156                 | Marcus Ljungqvist (SWE)  | AB                  |
| 157                 | Stuart O'Grady (AUS)     | 3e                  |
| 158                 | Corey Sweet (AUS)        | AB                  |

| Telekom TEL | Telekom TEL            | Telekom TEL |
| ----------- | ---------------------- | ----------- |
| Num         | Coureur                | Pos         |
| 161         | Rolf Aldag (GER)       | 29e         |
| 162         | Jan Schaffrath (GER)   | 57e         |
| 163         | Danilo Hondo (GER)     | AB          |
| 164         | Kai Hundertmarck (GER) | AB          |
| 165         | Andreas Klier (GER)    | 27e         |
| 166         | Daniele Nardello (ITA) | 72e         |
| 167         | Steffen Wesemann (GER) | 68e         |
| 168         | Erik Zabel (GER)       | 43e         |

| Gerolsteiner GST | Gerolsteiner GST       | Gerolsteiner GST |
| ---------------- | ---------------------- | ---------------- |
| Num              | Coureur                | Pos              |
| 171              | Daniele Contrini (ITA) | AB               |
| 172              | Volker Ordowski (GER)  | AB               |
| 173              | Sebastian Lang (GER)   | AB               |
| 174              | Olaf Pollack (GER)     | AB               |
| 175              | Torsten Schmidt (GER)  | AB               |
| 176              | Steffen Weigold (GER)  | AB               |
| 177              | Michael Rich (GER)     | AB               |
| 178              | Markus Zberg (SUI)     | AB               |

| Team Coast COA | Team Coast COA        | Team Coast COA |
| -------------- | --------------------- | -------------- |
| Num            | Coureur               | Pos            |
| 181            | Daniel Becke (GER)    | 87e            |
| 182            | Bekim Christensen     | AB             |
| 183            | Thorsten Rund (GER)   | 61e            |
| 184            | Thomas Liese (GER)    | 76e            |
| 185            | André Korff (GER)     | AB             |
| 186            | Raphael Schweda (GER) | AB             |
| 187            | Sven Teutenberg (GER) | AB             |
| 188            | Malte Urban (GER)     | 44e            |

| US Postal Service-Berry Floor USP | US Postal Service-Berry Floor USP | US Postal Service-Berry Floor USP |
| --------------------------------- | --------------------------------- | --------------------------------- |
| Num                               | Coureur                           | Pos                               |
| 191                               | Antonio Cruz (USA)                | AB                                |
| 192                               | Viatcheslav Ekimov (RUS)          | 8e                                |
| 193                               | Benoît Joachim (LUX)              | 31e                               |
| 194                               | Guennadi Mikhailov (RUS)          | AB                                |
| 195                               | Pavel Padrnos (CZE)               | AB                                |
| 196                               | Christian Vande Velde (USA)       | AB                                |
| 197                               | Max van Heeswijk (NED)            | AB                                |
| 198                               | Víctor Hugo Peña (COL)            | AB                                |

| iBanesto.com BAN | iBanesto.com BAN                 | iBanesto.com BAN |
| ---------------- | -------------------------------- | ---------------- |
| Num              | Coureur                          | Pos              |
| 201              | Juan Antonio Flecha (ESP)        | 34e              |
| 202              | José Vicente García Acosta (ESP) | AB               |
| 203              | Pablo Lastras (ESP)              | AB               |
| 204              | José Antonio Lopez (ESP)         | AB               |
| 205              | Rafael Mateos (ESP)              | AB               |
| 206              | José Iván Gutiérrez (ESP)        | AB               |
| 207              | Rubén Plaza (ESP)                | AB               |
| 208              | Xabier Zandio (ESP)              | AB               |

| ONCE-Eroski ONC | ONCE-Eroski ONC                   | ONCE-Eroski ONC |
| --------------- | --------------------------------- | --------------- |
| Num             | Coureur                           | Pos             |
| 211             | Gorka Beloki (ESP)                | AB              |
| 212             | Allan Davis (AUS)                 | AB              |
| 213             | Rafael Díaz Justo (ESP)           | AB              |
| 214             | Xavier Florencio (ESP)            | AB              |
| 215             | Álvaro González de Galdeano (ESP) | AB              |
| 216             | Jan Hruška (CZE)                  | AB              |
| 217             | Isidro Nozal (ESP)                | AB              |
| 218             | Mikel Pradera (ESP)               | AB              |

| Bankgiroloterij ___ | Bankgiroloterij ___         | Bankgiroloterij ___ |
| ------------------- | --------------------------- | ------------------- |
| Num                 | Coureur                     | Pos                 |
| 221                 | Remco van der Ven (NED)     | AB                  |
| 222                 | Jans Koerts (NED)           | AB                  |
| 223                 | Jeroen Blijlevens (NED)     | AB                  |
| 224                 | Matthé Pronk (NED)          | 45e                 |
| 225                 | Bram Schmitz (NED)          | 80e                 |
| 226                 | Bart Voskamp (NED)          | 69e                 |
| 227                 | Vincent van der Kooij (NED) | AB                  |
| 228                 | Gerben Löwik (NED)          | AB                  |

| Vlaanderen-T-Interim ___ | Vlaanderen-T-Interim ___  | Vlaanderen-T-Interim ___ |
| ------------------------ | ------------------------- | ------------------------ |
| Num                      | Coureur                   | Pos                      |
| 231                      | Geoffrey Demeyere (BEL)   | AB                       |
| 232                      | Stijn Devolder (BEL)      | 53e                      |
| 233                      | Steven Kleynen (BEL)      | AB                       |
| 234                      | Jan Kuyckx (BEL)          | AB                       |
| 235                      | James Vanlandschoot (BEL) | 91e                      |
| 236                      | Jurgen Van de Walle (BEL) | AB                       |
| 237                      | Frederik Willems (BEL)    | AB                       |
| 238                      | Jan Verstraeten (BEL)     | AB                       |

| Marlux-Wincor Nixdorf MAR | Marlux-Wincor Nixdorf MAR | Marlux-Wincor Nixdorf MAR |
| ------------------------- | ------------------------- | ------------------------- |
| Num                       | Coureur                   | Pos                       |
| 241                       | Raivis Belohvoščiks (LAT) | 19e                       |
| 242                       | Dave Bruylandts (BEL)     | 10e                       |
| 243                       | Johan Dekkers (BEL)       | 94e                       |
| 244                       | Steven De Neef (BEL)      | AB                        |
| 245                       | Saulius Ruškys (LTU)      | AB                        |
| 246                       | Christophe Stevens (BEL)  | AB                        |
| 247                       | Jean-Michel Tessier (FRA) | AB                        |
| 248                       | Geert Verheyen (BEL)      | 32e                       |

| CSC | CSC                        | CSC |
| --- | -------------------------- | --- |
| Num | Coureur                    | Pos |
| 1   | Andrea Tafi (ITA)          | 47e |
| 2   | Geert Van Bondt (BEL)      | AB  |
| 3   | Julian Dean (NZL)          | AB  |
| 4   | Tristan Hoffman (NED)      | 71e |
| 5   | Paul Van Hyfte (BEL)       | 85e |
| 6   | Nicolas Jalabert (FRA)     | 64e |
| 7   | Thomas Bruun Eriksen (DEN) | AB  |
| 8   | Arvis Piziks (LAT)         | AB  |

| Saeco SAE | Saeco SAE                | Saeco SAE |
| --------- | ------------------------ | --------- |
| Num       | Coureur                  | Pos       |
| 11        | Giosuè Bonomi (ITA)      | AB        |
| 12        | Mirko Celestino (ITA)    | 11e       |
| 13        | Salvatore Commesso (ITA) | 13e       |
| 14        | Paolo Fornaciari (ITA)   | 60e       |
| 15        | Jörg Ludewig (GER)       | AB        |
| 16        | Dario Pieri (ITA)        | 15e       |
| 17        | Fabio Sacchi (ITA)       | 12e       |
| 18        | Stefano Zanini (ITA)     | 20e       |

| Fassa Bortolo FAS | Fassa Bortolo FAS       | Fassa Bortolo FAS |
| ----------------- | ----------------------- | ----------------- |
| Num               | Coureur                 | Pos               |
| 21                | Michele Bartoli (ITA)   | 16e               |
| 22                | Sergueï Ivanov (RUS)    | 7e                |
| 23                | Fabian Cancellara (SUI) | 73e               |
| 24                | Marco Zanotti (ITA)     | 79e               |
| 25                | Roberto Petito (ITA)    | 56e               |
| 26                | Filippo Pozzato (ITA)   | AB                |
| 27                | Matteo Tosatto (ITA)    | 55e               |
| 28                | Guido Trenti (ITA)      | 21e               |

| Fdjeux.com FDJ | Fdjeux.com FDJ          | Fdjeux.com FDJ |
| -------------- | ----------------------- | -------------- |
| Num            | Coureur                 | Pos            |
| 31             | Baden Cooke (AUS)       | 62e            |
| 32             | David Derepas (FRA)     | AB             |
| 33             | Jacky Durand (FRA)      | AB             |
| 34             | Bernhard Eisel (AUT)    | 14e            |
| 35             | Philippe Gilbert (BEL)  | AB             |
| 36             | Frédéric Guesdon (FRA)  | 6e             |
| 37             | Christophe Mengin (FRA) | 46e            |
| 38             | Bradley Wiggins (GBR)   | 50e            |

| Rabobank RAB | Rabobank RAB          | Rabobank RAB |
| ------------ | --------------------- | ------------ |
| Num          | Coureur               | Pos          |
| 41           | Michael Boogerd (NED) | 9e           |
| 42           | Jan Boven (NED)       | 75e          |
| 43           | Steven de Jongh (NED) | 42e          |
| 44           | Óscar Freire (ESP)    | 30e          |
| 45           | Robert Hunter (RSA)   | AB           |
| 46           | Mathew Hayman (AUS)   | 82e          |
| 47           | Karsten Kroon (NED)   | 51e          |
| 48           | Marc Wauters (BEL)    | 66e          |

| Quick Step-Davitamon QSD | Quick Step-Davitamon QSD  | Quick Step-Davitamon QSD |
| ------------------------ | ------------------------- | ------------------------ |
| Num                      | Coureur                   | Pos                      |
| 51                       | Paolo Bettini (ITA)       | AB                       |
| 52                       | Tom Boonen (BEL)          | 25e                      |
| 53                       | Wilfried Cretskens (BEL)  | 84e                      |
| 54                       | Davide Bramati (ITA)      | AB                       |
| 55                       | Luca Paolini (ITA)        | 39e                      |
| 56                       | Servais Knaven (NED)      | 86e                      |
| 57                       | Johan Museeuw (BEL)       | 38e                      |
| 58                       | Frank Vandenbroucke (BEL) | 2e                       |

| Lampre LAM | Lampre LAM                  | Lampre LAM |
| ---------- | --------------------------- | ---------- |
| Num        | Coureur                     | Pos        |
| 61         | Rubens Bertogliati (SUI)    | AB         |
| 62         | Alessandro Cortinovis (ITA) | 88e        |
| 63         | Gabriele Missaglia (ITA)    | 58e        |
| 64         | Manuel Quinziato (ITA)      | AB         |
| 65         | Marco Serpellini (ITA)      | 17e        |
| 66         | Maximilian Sciandri (GBR)   | 35e        |
| 67         | Zbigniew Spruch (POL)       | 37e        |
| 68         | Luciano Pagliarini (BRA)    | AB         |

| Alessio ALS | Alessio ALS              | Alessio ALS |
| ----------- | ------------------------ | ----------- |
| Num         | Coureur                  | Pos         |
| 71          | Fabio Baldato (ITA)      | 4e          |
| 72          | Andrea Brognara (ITA)    | AB          |
| 73          | Stefano Casagranda (ITA) | 92e         |
| 74          | Davide Casarotto (ITA)   | AB          |
| 75          | Enrico Cassani (ITA)     | 23e         |
| 76          | Andrea Ferrigato (ITA)   | 33e         |
| 77          | Ruggero Marzoli (ITA)    | AB          |
| 78          | Alberto Vinale (ITA)     | AB          |

| Vini Caldirola-Saunier Duval ___ | Vini Caldirola-Saunier Duval ___ | Vini Caldirola-Saunier Duval ___ |
| -------------------------------- | -------------------------------- | -------------------------------- |
| Num                              | Coureur                          | Pos                              |
| 81                               | Massimo Apollonio (ITA)          | 40e                              |
| 82                               | Gabriele Balducci (ITA)          | 24e                              |
| 83                               | Gianluca Bortolami (ITA)         | AB                               |
| 84                               | Mauro Gerosa (ITA)               | 26e                              |
| 85                               | Marco Milesi (ITA)               | 54e                              |
| 86                               | Fred Rodriguez (USA)             | AB                               |
| 87                               | Gianluca Sironi (ITA)            | 93e                              |
| 88                               | Romāns Vainšteins (LAT)          | 18e                              |

| Domina Vacanze-Elitron DVE | Domina Vacanze-Elitron DVE | Domina Vacanze-Elitron DVE |
| -------------------------- | -------------------------- | -------------------------- |
| Num                        | Coureur                    | Pos                        |
| 91                         | Mario Cipollini (ITA)      | AB                         |
| 92                         | Daniele Bennati (ITA)      | AB                         |
| 93                         | Gabriele Colombo (ITA)     | AB                         |
| 94                         | Filip Meirhaeghe (BEL)     | 41e                        |
| 95                         | Giovanni Lombardi (ITA)    | 70e                        |
| 96                         | Alberto Ongarato (ITA)     | 74e                        |
| 97                         | Mario Scirea (ITA)         | 67e                        |
| 98                         | Gianpaolo Mondini (ITA)    | AB                         |

| Phonak Hearing Systems PHO | Phonak Hearing Systems PHO | Phonak Hearing Systems PHO |
| -------------------------- | -------------------------- | -------------------------- |
| Num                        | Coureur                    | Pos                        |
| 101                        | Michael Albasini (SUI)     | AB                         |
| 102                        | Roger Beuchat (SUI)        | AB                         |
| 103                        | Oscar Camenzind (SUI)      | AB                         |
| 104                        | Martin Elmiger (SUI)       | 52e                        |
| 105                        | Bert Grabsch (GER)         | 65e                        |
| 106                        | Stefan Kupfernagel (GER)   | 81e                        |
| 107                        | Grégory Rast (SUI)         | AB                         |
| 108                        | Aliaksandr Usau (BLR)      | AB                         |

| Lotto-Domo ___ | Lotto-Domo ___          | Lotto-Domo ___ |
| -------------- | ----------------------- | -------------- |
| Num            | Coureur                 | Pos            |
| 111            | Peter Van Petegem (BEL) | 1er            |
| 112            | Aart Vierhouten (NED)   | AB             |
| 113            | Kevin Van Impe (BEL)    | AB             |
| 114            | Leif Hoste (BEL)        | AB             |
| 115            | Léon van Bon (NED)      | AB             |
| 116            | Glenn D'Hollander (BEL) | AB             |
| 117            | Serge Baguet (BEL)      | 36e            |
| 118            | Wim Vansevenant (BEL)   | 78e            |

| Landbouwkrediet-Colnago LAN | Landbouwkrediet-Colnago LAN | Landbouwkrediet-Colnago LAN |
| --------------------------- | --------------------------- | --------------------------- |
| Num                         | Coureur                     | Pos                         |
| 121                         | Ludo Dierckxsens (BEL)      | AB                          |
| 122                         | Johan Verstrepen (BEL)      | AB                          |
| 123                         | Lorenzo Bernucci (ITA)      | AB                          |
| 124                         | Tony Bracke (BEL)           | AB                          |
| 125                         | Ludovic Capelle (BEL)       | 59e                         |
| 126                         | Bert De Waele (BEL)         | AB                          |
| 127                         | Kurt Van Landeghem (BEL)    | AB                          |
| 128                         | Yuriy Metlushenko (UKR)     | AB                          |

| Palmans-Collstrop ___ | Palmans-Collstrop ___   | Palmans-Collstrop ___ |
| --------------------- | ----------------------- | --------------------- |
| Num                   | Coureur                 | Pos                   |
| 131                   | Andy De Smet (BEL)      | 89e                   |
| 132                   | Fabien De Waele (BEL)   | 22e                   |
| 133                   | Roger Hammond (GBR)     | 48e                   |
| 134                   | Bert Roesems (BEL)      | 83e                   |
| 135                   | Kristof Trouvé (BEL)    | AB                    |
| 136                   | Erwin Thijs (BEL)       | AB                    |
| 137                   | Hendrik Van Dijck (BEL) | AB                    |
| 138                   | Michel Vanhaecke (BEL)  | AB                    |

| Cofidis-Le Crédit par Téléphone COF | Cofidis-Le Crédit par Téléphone COF | Cofidis-Le Crédit par Téléphone COF |
| ----------------------------------- | ----------------------------------- | ----------------------------------- |
| Num                                 | Coureur                             | Pos                                 |
| 141                                 | Peter Farazijn (BEL)                | AB                                  |
| 142                                 | Tom Flammang (LUX)                  | AB                                  |
| 143                                 | Philippe Gaumont (FRA)              | 49e                                 |
| 144                                 | Robert Hayles (GBR)                 | AB                                  |
| 145                                 | Nico Mattan (BEL)                   | 5e                                  |
| 146                                 | Chris Peers (BEL)                   | 28e                                 |
| 147                                 | Jo Planckaert (BEL)                 | 63e                                 |
| 148                                 | Robert Sassone (FRA)                | 77e                                 |

| Crédit Agricole C.A | Crédit Agricole C.A      | Crédit Agricole C.A |
| ------------------- | ------------------------ | ------------------- |
| Num                 | Coureur                  | Pos                 |
| 151                 | Stéphane Augé (FRA)      | AB                  |
| 152                 | Yohann Charpenteau (FRA) | AB                  |
| 153                 | Mads Kaggestad (NOR)     | AB                  |
| 154                 | Thor Hushovd (NOR)       | AB                  |
| 155                 | Christopher Jenner (NZL) | 90e                 |
| 156                 | Marcus Ljungqvist (SWE)  | AB                  |
| 157                 | Stuart O'Grady (AUS)     | 3e                  |
| 158                 | Corey Sweet (AUS)        | AB                  |

| Telekom TEL | Telekom TEL            | Telekom TEL |
| ----------- | ---------------------- | ----------- |
| Num         | Coureur                | Pos         |
| 161         | Rolf Aldag (GER)       | 29e         |
| 162         | Jan Schaffrath (GER)   | 57e         |
| 163         | Danilo Hondo (GER)     | AB          |
| 164         | Kai Hundertmarck (GER) | AB          |
| 165         | Andreas Klier (GER)    | 27e         |
| 166         | Daniele Nardello (ITA) | 72e         |
| 167         | Steffen Wesemann (GER) | 68e         |
| 168         | Erik Zabel (GER)       | 43e         |

| Gerolsteiner GST | Gerolsteiner GST       | Gerolsteiner GST |
| ---------------- | ---------------------- | ---------------- |
| Num              | Coureur                | Pos              |
| 171              | Daniele Contrini (ITA) | AB               |
| 172              | Volker Ordowski (GER)  | AB               |
| 173              | Sebastian Lang (GER)   | AB               |
| 174              | Olaf Pollack (GER)     | AB               |
| 175              | Torsten Schmidt (GER)  | AB               |
| 176              | Steffen Weigold (GER)  | AB               |
| 177              | Michael Rich (GER)     | AB               |
| 178              | Markus Zberg (SUI)     | AB               |

| Team Coast COA | Team Coast COA        | Team Coast COA |
| -------------- | --------------------- | -------------- |
| Num            | Coureur               | Pos            |
| 181            | Daniel Becke (GER)    | 87e            |
| 182            | Bekim Christensen     | AB             |
| 183            | Thorsten Rund (GER)   | 61e            |
| 184            | Thomas Liese (GER)    | 76e            |
| 185            | André Korff (GER)     | AB             |
| 186            | Raphael Schweda (GER) | AB             |
| 187            | Sven Teutenberg (GER) | AB             |
| 188            | Malte Urban (GER)     | 44e            |

| US Postal Service-Berry Floor USP | US Postal Service-Berry Floor USP | US Postal Service-Berry Floor USP |
| --------------------------------- | --------------------------------- | --------------------------------- |
| Num                               | Coureur                           | Pos                               |
| 191                               | Antonio Cruz (USA)                | AB                                |
| 192                               | Viatcheslav Ekimov (RUS)          | 8e                                |
| 193                               | Benoît Joachim (LUX)              | 31e                               |
| 194                               | Guennadi Mikhailov (RUS)          | AB                                |
| 195                               | Pavel Padrnos (CZE)               | AB                                |
| 196                               | Christian Vande Velde (USA)       | AB                                |
| 197                               | Max van Heeswijk (NED)            | AB                                |
| 198                               | Víctor Hugo Peña (COL)            | AB                                |

| iBanesto.com BAN | iBanesto.com BAN                 | iBanesto.com BAN |
| ---------------- | -------------------------------- | ---------------- |
| Num              | Coureur                          | Pos              |
| 201              | Juan Antonio Flecha (ESP)        | 34e              |
| 202              | José Vicente García Acosta (ESP) | AB               |
| 203              | Pablo Lastras (ESP)              | AB               |
| 204              | José Antonio Lopez (ESP)         | AB               |
| 205              | Rafael Mateos (ESP)              | AB               |
| 206              | José Iván Gutiérrez (ESP)        | AB               |
| 207              | Rubén Plaza (ESP)                | AB               |
| 208              | Xabier Zandio (ESP)              | AB               |

| ONCE-Eroski ONC | ONCE-Eroski ONC                   | ONCE-Eroski ONC |
| --------------- | --------------------------------- | --------------- |
| Num             | Coureur                           | Pos             |
| 211             | Gorka Beloki (ESP)                | AB              |
| 212             | Allan Davis (AUS)                 | AB              |
| 213             | Rafael Díaz Justo (ESP)           | AB              |
| 214             | Xavier Florencio (ESP)            | AB              |
| 215             | Álvaro González de Galdeano (ESP) | AB              |
| 216             | Jan Hruška (CZE)                  | AB              |
| 217             | Isidro Nozal (ESP)                | AB              |
| 218             | Mikel Pradera (ESP)               | AB              |

| Bankgiroloterij ___ | Bankgiroloterij ___         | Bankgiroloterij ___ |
| ------------------- | --------------------------- | ------------------- |
| Num                 | Coureur                     | Pos                 |
| 221                 | Remco van der Ven (NED)     | AB                  |
| 222                 | Jans Koerts (NED)           | AB                  |
| 223                 | Jeroen Blijlevens (NED)     | AB                  |
| 224                 | Matthé Pronk (NED)          | 45e                 |
| 225                 | Bram Schmitz (NED)          | 80e                 |
| 226                 | Bart Voskamp (NED)          | 69e                 |
| 227                 | Vincent van der Kooij (NED) | AB                  |
| 228                 | Gerben Löwik (NED)          | AB                  |

| Vlaanderen-T-Interim ___ | Vlaanderen-T-Interim ___  | Vlaanderen-T-Interim ___ |
| ------------------------ | ------------------------- | ------------------------ |
| Num                      | Coureur                   | Pos                      |
| 231                      | Geoffrey Demeyere (BEL)   | AB                       |
| 232                      | Stijn Devolder (BEL)      | 53e                      |
| 233                      | Steven Kleynen (BEL)      | AB                       |
| 234                      | Jan Kuyckx (BEL)          | AB                       |
| 235                      | James Vanlandschoot (BEL) | 91e                      |
| 236                      | Jurgen Van de Walle (BEL) | AB                       |
| 237                      | Frederik Willems (BEL)    | AB                       |
| 238                      | Jan Verstraeten (BEL)     | AB                       |

| Marlux-Wincor Nixdorf MAR | Marlux-Wincor Nixdorf MAR | Marlux-Wincor Nixdorf MAR |
| ------------------------- | ------------------------- | ------------------------- |
| Num                       | Coureur                   | Pos                       |
| 241                       | Raivis Belohvoščiks (LAT) | 19e                       |
| 242                       | Dave Bruylandts (BEL)     | 10e                       |
| 243                       | Johan Dekkers (BEL)       | 94e                       |
| 244                       | Steven De Neef (BEL)      | AB                        |
| 245                       | Saulius Ruškys (LTU)      | AB                        |
| 246                       | Christophe Stevens (BEL)  | AB                        |
| 247                       | Jean-Michel Tessier (FRA) | AB                        |
| 248                       | Geert Verheyen (BEL)      | 32e                       |